# La venda
«La venda» — песня испанского певца Мики, написанная вокалистом группы La Pegatina Адриа Саласом. С этой песней Мики представлял Испанию на конкурсе песни «Евровидение-2019» в Тель-Авиве, где занял 22 место в финале и набрал 54 очка.

## Отбор на Евровидение
14 сентября 2018 года телекомпания TVE заявила, что отбор на конкурс будет проходить с помощью шоу Operación Triunfo. На сериалити было представлено 18 претендентов, среди которых был Мики, попавший на шоу в ходе прослушивания 30 мая в Барселоне.
По правилам шоу, авторы и композиторы с 1 по 15 ноября подавали заявки для написания песен участникам. Затем жюри отобрало 17 композиций и распределило их между конкурсантами. 11 декабря были объявлены названия песен и исполнители, а также записаны демоверсии песен, опубликованные 19 декабря. Мики досталось две композиции: El equilibrio и La venda. 20 декабря 2018 года за песни голосовали интернет-пользователи, по результатам которых были отобраны 3 песни. После этого, 2 января 2019 года, пять членов жюри отобрало ещё 7 песен, допущенных до финального гала-концерта. По результатам отбора жюри, в гала-концерт попала композиция La venda.
20 января 2019 года состоялся финальный гала-концерт, по результатам которого победила песня La venda, исполненная Miki, набравшая 34% голосов.

## Видеоклип
13 февраля 2019 года прошли съёмки видеоклипа на антикварном рынке в Сан-Кугат-дель-Вальес. Режиссёрами картины выступили Адриа Пуйоль и Феликс Кортес. Премьера видеоклипа состоялась 7 марта 2019 года.

## Критика
Джуди Кантор-Навас, музыкальный критик Billboard, назвал композицию «зажигательным партийным гимном», которая «оживляет как футбольные стадионы, так и местные фестивали».

## Успех сингла
- Песня заняла 13 строчку в еженедельном чарте Топ-100 портала Productores de Música de España[13].
- Композиция дважды попала в недельный чарт Spain Digital Song Sales, первый раз 2 февраля 2019 года, заняв 5 строчку[14], и второй — 1 июня того же года, но заняв уже 7 позицию[15].

## Релиз и версии песен
19 декабря 2019 года была опубликована демо-версия композиции. Полная версия песни стала доступна 18 января 2019 года, и имела длину 3 минуты и 3 секунды. Для соответствия песни правилам конкурса, 7 марта 2019 года была выпущена обновлённая версия сингла длиной 2 минуты и 59 секунд.